# X Rebirth
X Rebirth — компьютерная игра в жанре космического симулятора, разработанная немецкой компанией Egosoft. Она является сиквелом-перезапуском игр серии «X», являющихся частью вселенной X. Релиз игры состоялся 15 ноября 2013 года.

## Игровой процесс
По состоянию на октябрь 2013 года об игре известна следующая информация:
- И игровой процесс, и мир вселенной X претерпят значительные изменения. Действие будет происходить в довольно отдалённом будущем вселенной Х.
- Игра станет более дружелюбной к новичкам[3]. Как сказано на её официальном сайте, «начать игру проще, чем когда-либо, но она сохраняет глубину, ожидаемую фанатами»[4]. Рассчитанный на 20 часов сюжет будет постепенно открывать всё большее количество возможностей, а после его прохождения будет доступна "песочница" со всеми возможностями для дальнейшего отыгрыша.
- По сравнению с предыдущим играми серии X число доступных секторов значительно уменьшится, но каждый сектор станет полноценной звёздной системой. По словам главы Egosoft Бернда Лехана, «Несмотря на сократившееся видимое разнообразие, реальная, фактическая свобода лишь возрастёт — игроку будет чем заняться в наших новых звёздных системах»[3]. Больше не будет долгих полётов от точки А к точке Б без каких-либо активных действий.
- Каждый сектор будет разделен по иерархической системе: небольшие локации будут соединены скоростными магистралям, перемещение между планетами будет осуществляться с помощью супермагистралей, перемещение между секторами будет осуществляться с помощью врат, однако на момент старта игры вся сеть врат в галактике отключена. Для капитальных кораблей магистрали будут закрыты, но будут доступны прыжки внутри системы (потребляющие энергию).
- В игре будет реализована полностью функциональная экономика. Товары и ресурсы будут производиться "честно", а не появляться из ниоткуда на NPC Фабриках. Аналогично реализована и транспортировка продукции. Каждый торговый корабль перевозит реальный товар, который требуется Фабрике. Реализация полноценной экономики открывает перед игроком реальную возможность влиять на рынок, включая такую возможность, как саботаж конкурентов.
- Главным персонажем игры будет молодой пилот по имени Рен Отани (Ren Otani).
- У главного персонажа будет второй пилот - женщина Иша[3].
- Игроку будет доступен только один космический корабль. Этот корабль будет иметь внутренние помещения и команду. В дальнейшем с выходом дополнений эта ситуация может быть изменена.
- Корабль игрока можно будет модернизировать: двигатели, щиты, вооружение и т.д. Максимально улучшенный корабль будет по своим возможностям где-то между фрегатами и капшипами, но победить 1 на 1 капшип сможет лишь очень умелый пилот.
- В процессе игры к игроку будут постепенно присоединяться члены команды. Некоторые присоединятся в процессе прохождения сюжета, как, например, второй пилот, а некоторых игрок сможет нанять самостоятельно.
- Впервые за всю историю игр серии X, игрок сможет перемещаться с видом от первого лица по кораблю и станциям. Перемещение внутри корабля игрока будет представлено вместе с внутренними помещениями, включая каюты, и общением с экипажем. Также будет возможно перемещение внутри своих капшипов.
- Игрок может с помощью виртуального интерфейса управлять дронами.
- Разнообразие дронов значительно расширилось- от маленьких разведывательных, до торпедных дронов. Тем не менее, истребители всё еще будут представлены в полном объёме.
- Космические станции и капшипы будут состоять из отдельных модулей.
- Игрок сможет покупать и строить флагманские корабли. Причем теперь у игрока появилась большая свобода в конфигурации корабля. От выбора типа двигателя, щитов, до размещения на корпусе защитных систем и вооружения. Управление ими будет доступно только через командный интерфейс, сидеть на мостике капшипа и наблюдать за исполнением приказов будет невозможно.
- Боёвка игры ориентирована на массовые космические сражения с участием большого числа кораблей всех классов.[5]

## Разработка
Компания Egosoft заявляла, что вышедшая осенью 2008 года X³: Земной конфликт будет последней игрой в серии X. В это время уже шла разработка будущей X Rebirth, начавшаяся в 2007 году, однако поначалу она планировалась как совершенно новая игра с новой механикой и сеттингом, не имевшая никакого отношения к серии X. По мере разработки было принято решение всё же не отказываться от вымышленной вселенной, которую Egosoft развивала уже много лет. По признанию директора компании Бернда Лехана, «В ретроспективе это было, возможно, ошибкой». Вместе с тем игру не хотели называть X4, хотя такое название могло бы увеличить продажи и на нём настаивал отдел маркетинга: «Многие люди ждали X4, и это не X4».
Игра была официально анонсирована 20 апреля 2011 года как перезагрузка серии. Игра разрабатывалась эксклюзивно для PC (Microsoft Windows). Её релиз был запланирован на конец 2011 года. На выставке GamesCom 2011 стало известно, что он перенесён на 2012 год. В дальнейшем выход  версии 3.50 для Linux 

## Отзывы
| Сводный рейтинг    | Сводный рейтинг |
| Агрегатор          | Оценка          |
| ------------------ | --------------- |
| GameRankings       | 29,80 %         |
| Metacritic         | 33/100          |
| Иноязычные издания |                 |
| Издание            | Оценка          |
| GameSpot           | 2/10            |
| IGN                | 4,3/10          |
| GameFront          | 47/100          |
| GameStar           | 62/100          |
| PC Games           | 39 %            |

Игра получила в целом негативные отзывы критиков и имеет оценку 33/100 на Metacritic. Основными претензиями были обилие багов, низкая производительность и неудачное исполнение интерфейса. Невзирая на сильную критику со стороны игровых изданий и фанатов, в коммерческом плане X Rebirth стала самой успешной игрой в серии X, из-за большого количества предзаказов.
Летом 2018 года, благодаря уязвимости в защите Steam Web API, стало известно, что точное количество пользователей сервиса Steam, которые играли в игру хотя бы один раз, составляет 343 046 человек.